# Museu Marítimo de Ílhavo
O Museu Marítimo de Ílhavo é um museu situado em Ílhavo, Portugal de tutela da Câmara Municipal de Ílhavo.

## História e acervo
O Museu Marítimo de Ílhavo (MMI) é um museu da Câmara Municipal de Ílhavo. Nasceu a 8 agosto de 1937, após um longo processo de gestação dinamizado por um grupo de Amigos do Museu (Associação dos Amigos do Museu). Lugar de memória dos ilhavenses que o criaram, começou por assumir uma vocação etnográfica e regional. Em 2001 foi renovado e ampliado, passando a habitar num belo edifício de arquitetura moderna projetado pelo gabinete ARX Portugal. Nesse mesmo ano, o MMI passou a contar com o navio-museu Santo André, antigo arrastão bacalhoeiro.
Recentemente, o MMI voltou a crescer e a qualificar-se. Em 2012, foi criada a sua unidade de investigação e empreendedorismo, o CIEMar-Ílhavo. Em 2013, passou a incluir um admirável Aquário de bacalhaus .
O MMI é hoje um museu marítimo singular. A sua missão consiste em preservar a memória do trabalho no mar, promover a cultura e a identidade marítima dos portugueses . Museu, Aquário e Investigação resumem o actual Museu, uma instituição dedicada a todas as comunidades costeiras e aberta aos mais diversos públicos.
O MMI é testemunho da forte ligação dos ílhavos ao mar e à Ria de Aveiro. A pesca do bacalhau nos mares da Terra Nova e Gronelândia, as fainas da Ria e a diáspora dos Ílhavos ao longo do litoral português são as referências patrimoniais do Museu. A cada um dos temas corresponde uma exposição permanente que oferece ao visitante a possibilidade de reencontrar inúmeros vestígios de um passado recente.